# 尼康D70
尼康D70（Nikon D70）是一部尼康（NIKON）于2004年4月推出的数码单镜反光相机，使用尼康F接環。

## 规格
- 相机类型 : 数码单镜反光相机
- 有效像素 : 610万
- 传感器 : DX画幅CCD传感器，总像素624万像素
- 焦距转换率 ：约1.5x
- 快门速度 : 30秒~1/8000秒
- ISO范围 : 200~1600
- 摄影模式 : M（手动）、P（程序）、A（光圈先決）、S（速度先決）、Auto（全自动）及人像、风景、花卉、运动、夜景及夜景人像模式
- 测光模式 : 3D矩阵测光、中央重点测光、点测光
- 快门类型 : 电子机械混合快门
- 对焦点 : 5点
- 储存媒介 : CF/CF II卡
- 电池 : 专用高容量充电锂电池
- 产地 : 泰国